# Claremontia uncta
Claremontia uncta är en stekelart som först beskrevs av Johann Christoph Friedrich Klug 1816.  Claremontia uncta ingår i släktet Claremontia, och familjen bladsteklar. Arten är reproducerande i Sverige.